# Paul Croix
Pour les articles homonymes, voir Croix (homonymie).
Paul Croix, né le 30 mars 1924 à Savigneux, près de Montbrison (Loire) et mort le 7 août 1999 à Annonay (Ardèche), est un pépiniériste et rosiériste français.

## Biographie
Paul Antoine Pierre Croix est né dans une famille d'horticulteurs pépiniéristes. Son père, François Croix, installé dans les Monts du Forez, est spécialisé dans la culture fruitière et le commerce des graines. Il crée un « verger d'étude » pour enseigner aux professionnels et aux amateurs et s'intéresse de très près à la culture des roses.
La conviction de Paul Croix concernant le choix de sa profession s'exprime dès sa dixième année. A 14 ans, il s'intéresse à la fécondation des roses et entre à l'école d'horticulture d'Écully près de Lyon avec l'espoir de poursuivre plus tard à Versailles. Malheureusement, la guerre modifie ses projets et jusqu'en 1951 il œuvre avec son père au sein de l'exploitation familiale. 
En 1955, il épouse Jeanne Marc, la fille de Jean Marc, ingénieur horticole des parcs et jardins de Saint-Étienne des années 1930 à 1955, dont un parc porte aujourd'hui le nom .
En 1956, il s'installe à Bourg-Argental où il achète l'ancienne pépinière d'Adrien Sénéclauze, l’une des plus anciennes de France. L'année de son installation marquera un début triomphal de l'obtenteur de roses avec la création de la Rose ‘Astrée’ qui remportera le titre de « plus belle rose de France ».
En 1957, ses créations ornent les salons de l’Élysée, et dans les années 60, la rose « Aventure » part à la conquête des jardins américains. Très vite, Paul Croix se fera connaître dans le monde entier par ses créations et ses prix obtenus. Il élaborera ainsi plus de 200 roses toutes plus prestigieuses les unes que les autres,. Ce « sculpteur de rêve » a laissé son empreinte sur chacune de ses créations pour le plus grand enchantement de tous. 
Il a su faire partager cette passion à sa fille Dominique qui a repris à la mort de son père la direction des Pépinières et roseraies Paul Croix. Elle baptise un rosier liane en 2020 du nom de 'Stéphane Marie', issu d'un croisement 'Ghislaine de Féligonde' x Rosa chinensis 'Sanguinea'.